# Waynetown
Waynetown är en kommun (town) i Montgomery County i Indiana. Vid 2010 års folkräkning hade Waynetown 958 invånare.